# Cibatu Tiga
Cibatu Tiga is een bestuurslaag in het regentschap Bogor van de provincie West-Java, Indonesië. Cibatu Tiga telt 4222 inwoners (volkstelling 2010).